# Band (okręg Marusza)
Band (węg. Mezőbánd) – wieś w Rumunii, w okręgu Marusza, w gminie Band. W 2011 roku liczyła 3950 mieszkańców.